# 1910年のロンドン・マンチェスター間エアレース

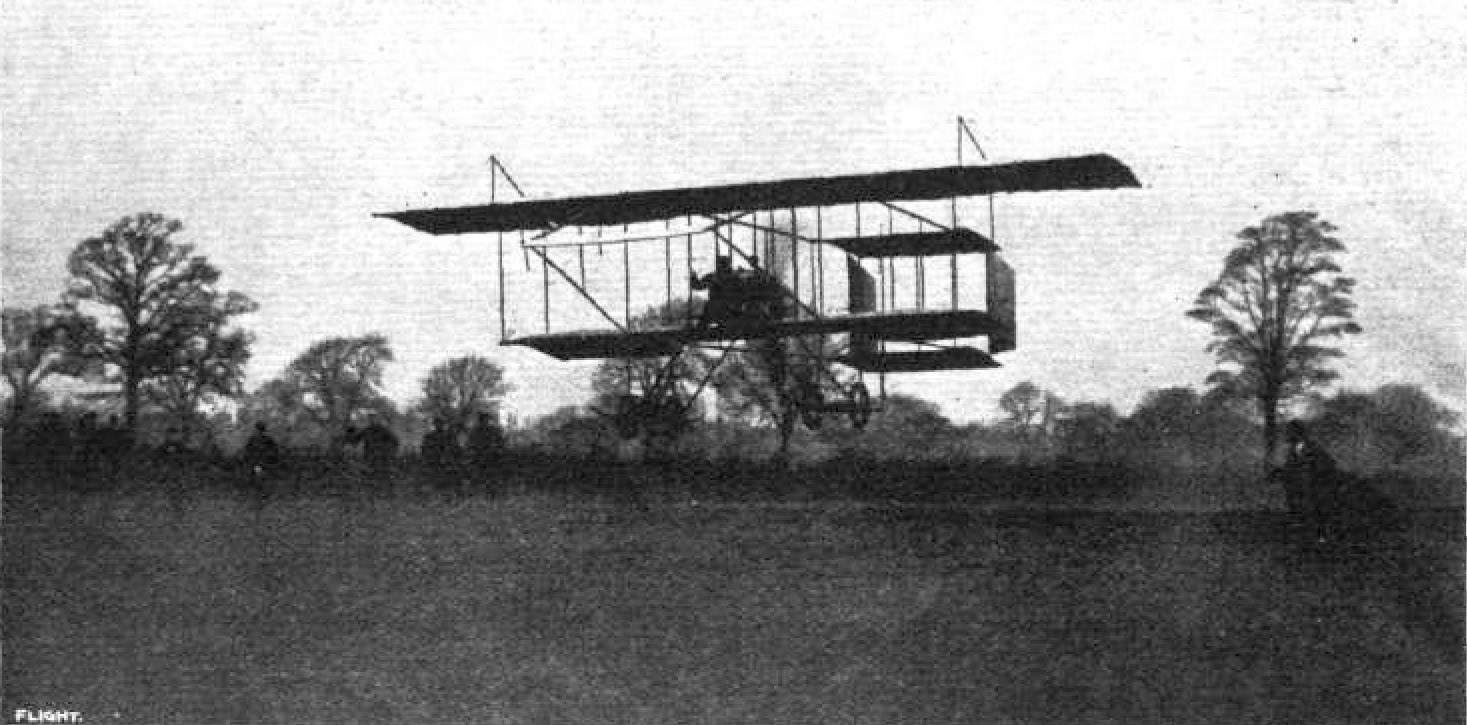
マンチェスター郊外のディズバリーに着陸するルイ・ポーラン機

1910年のロンドン・マンチェスター間エアレース（1910 London to Manchester air race）は、デイリー・メールにより1906年にロンドンからマンチェスターまでの飛行にかけられた懸賞金10,000ポンドのデイリー・メール航空賞に、複葉機ファルマン IIIを用いて二人のパイロットが挑戦したものである。
1910年4月23日に挑戦したクロード・グラハム＝ホワイトは、エンジントラブルにより着陸し、さらに強風により飛行の続行が不可能となった上、地上で機体が破損し、失敗。機体の修復が行われ、27日に再挑戦することとなった。
4月27日、クロード・グラハム＝ホワイトに先立ちルイ・ポーランがロンドンを発った。数時間後にはクロード・グラハム＝ホワイトも後を追った。翌28日の未明、世界初となる夜間飛行によりルイ・ポーランにほぼ追いついたものの、過積載により勝機を逸した。28日の早朝、ルイ・ポーランがマンチェスターに到着、賞金を勝ち取った。
この飛行は、当時のイギリスにおける最長距離のエアレースであり、初の重航空機による夜間離陸、市外からマンチェスターへの動力付き航空機の初飛来成し遂げられた。
1950年には、40周年を記念してルイ・ポーランがイギリス空軍のグロスター ミーティアT7に同乗して同じルートをたどっている。

## 経緯
1906年11月17日、ロンドンからマンチェスターまでの185マイル（297km）の初飛行に対し10,000ポンドの懸賞金をデイリー・メールがかけた。条件は、着陸2回以内、24時間以内の完了であった。また、発着は両都市のデイリー・メール社から5マイル（8km）以内とされた。動力推進を可能とした航空機の発明とデイリー・メール航空賞は密接に関連しており、社主であるノースクリフ子爵アルフレッド・ハームズワースは航空機産業の発展を促すことに熱心であった。例えば、1908年にはイギリス海峡横断に1,000ポンド（1909年にルイ・ブレリオによるドーバー海峡横断にて達成）、1909年には、イギリス人によるイギリス機を用いた1マイル（1609m）の周回飛行に1,000ポンド（1909年10月30日、ジョン・ムーア＝ブラバゾンにより達成）の懸賞金を出している。
1910年、この計画に二人の挑戦者が名乗りを上げた。イギリスのクロード・グラハム＝ホワイトと、フランスのルイ・ポーランである 。

### 挑戦者
1879年生まれのクロード・グラハム＝ホワイト（Claude Grahame-White）は、1909年にルイ・ブレリオのイギリス海峡横断飛行に影響されてフランスで航空機の操縦を学び、1910年1月にフランス飛行クラブによってイギリス人初のパイロットライセンス保持者となった。ポーで飛行学校を開いたが、その年のうちにイギリスへ移動している。
ルイ・ポーランとして知られる1883年生まれのイシドール・オーギュスト・マリー・ルイ・ポーラン（Isidore Auguste Marie Louis Paulhan）は、軍でシャレ＝ムードン気球学校にて学び、ガブリエル・ヴォアザンの複葉機が採用されるまでフェルディナン・フェルベールを補佐した。ポーランは自作の機体で操縦を身につけ、8月17日にフランス飛行クラブの10番目のパイロットライセンスを取得した。1909年10月には、ブラックプールでの競技会に参加し、ブルックランズサーキットで展示飛行を行うなど、当時のイギリスで知られたパイロットであった。この他アメリカ合衆国を含む各地のエアショーに参加しており、1909年7月にドゥエーで、飛行高度と飛行時間の新記録を作っている

## ロンドン・マンチェスター間への挑戦

### クロード・グラハム＝ホワイトの飛行

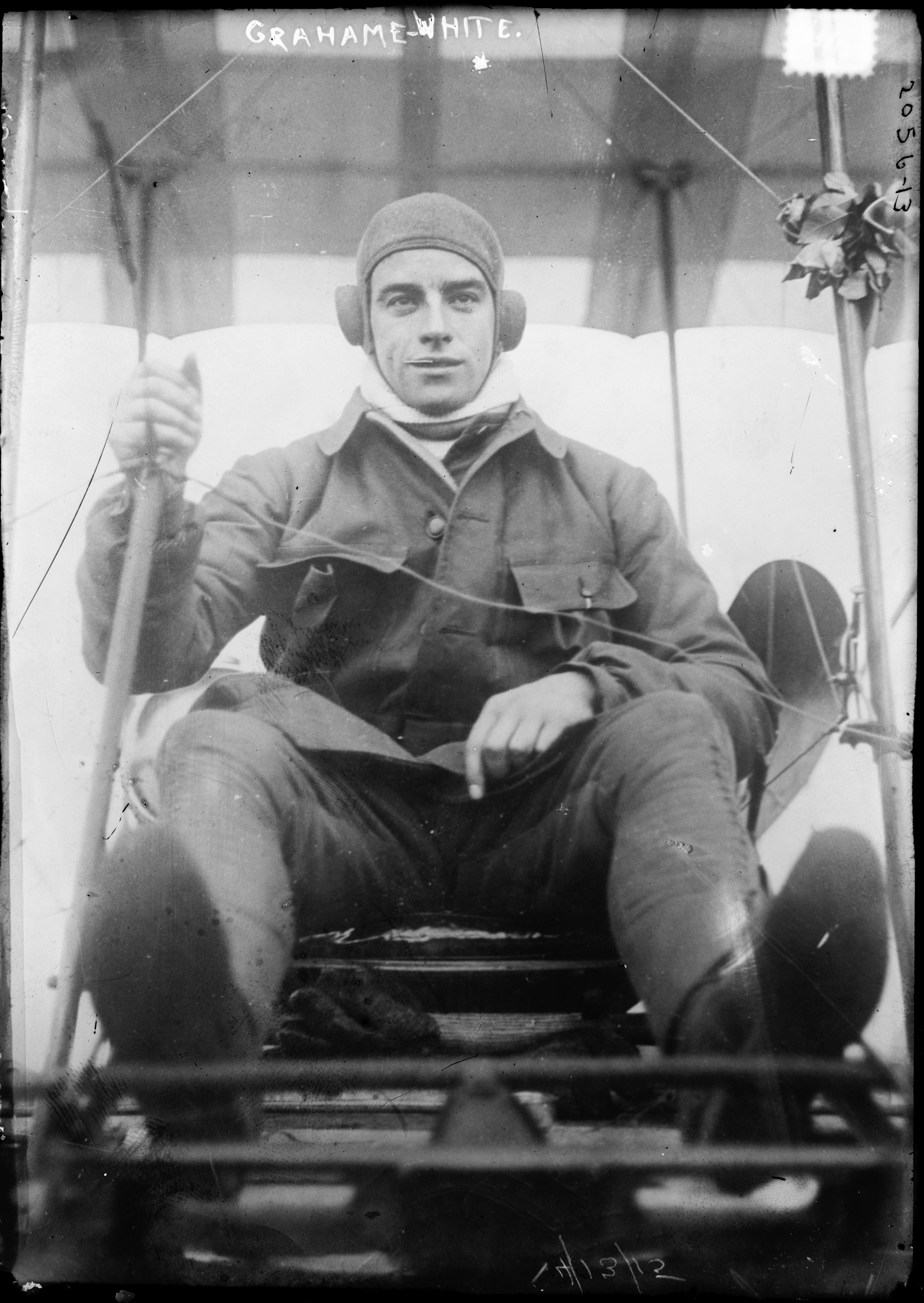
クロード・グラハム＝ホワイト

クロード・グラハム＝ホワイトが最初の挑戦者となった。ロンドン郊外のパーク・ロイヤルにあるプラムスホテル側から4月23日午前5時に出発する計画を立てた。ジャーナリストと見物客が午前4時には群がり、さらに多くが自動車で到着し、総数は200から300人に達した。タイムズが記すところでは、空は澄み渡り星が瞬き、気温は低く僅かに霜が降りていた。4時30分に到着したクロード・グラハム＝ホワイトは、ファルマン IIIの準備を始めた。機体は構内から地上に引き出され、7気筒50hpのロータリーエンジンが始動した。暖機運転が終わると操縦席に着き、姉妹、母親、そしてアンリ・ファルマンら数名が成功を祈った。5時12分頃、霜で凍った草の上を30から60ヤード(27 - 54m)滑走して離陸した 。離陸後、デイリー・メール社から5マイル以内という条件を満たすためウォームウッド・スクラブズのガスタンクへ向かった。
ガスタンクの上で待機していた王立飛行クラブの事務局長ハロルド・ペリンがスタートフラッグを振り、クロード・グラハム＝ホワイトの挑戦が始まった。応援に集まった数千人の観客が予期したとおり、機体は出発地点上空を通過して北西のウェンブリーへ向かう進路を取った。ワトフォードを5時35分、レイトン・バザードを6時15分に通過。観客がロンドン・アンド・ノース・ウェスタン鉄道上空を飛行する機体を迎えた時点で、高度は400フィート（120m）に達していた。その間、ハロルド・ペリンとエンジンを供給したノーム・エ・ローヌの技術者2名は2台の自動車でラグビーへと向かった。しかし、2台の自動車の一方は野原を通過してショートカットを狙ったところ畝で事故を起こし、一人が重傷を負った。
最初の着陸地点に選んだラグビーには、7時15分過ぎに到着した。ロンドンを発った自動車は10分前に到着しており、同乗していた技術者が機体のメンテナンスを行った。ロンドンを離陸したニュースはこの地にも届いており、数多くの人々が集まっていた。群衆は、ボーイスカウトによって機体からは隔離された。近くのゲリングス・ファーム（Gellings Farm）でコーヒーとビスケットを食し、これまでの行程について語った。
ここまで飛行してきた空はあまりに寒く……そして出発時点で私は寒気を感じていた。目は気持ち悪いし、指はとてもかじかんでいるんだ。
この時点で平均速度は推定40mph(64km/h)であり、数台の自動車がロンドンから追ってきていたが、着陸時点で追いついてきたものは無かった。
8時25分ラグビーを離陸。しかし、次の目的地であるクルーにたどり着くことは出来なかった。ラグビーの郊外30マイル（48km）でエンジンの吸込み弁に異常が発生し、リッチフィールド郊外4マイルのヘイドモア（Hademore）の野原に不時着した。この場所は185マイルある全行程の115マイル（185km）地点であった。着陸により降着装置であるスキッドを損傷、技術者は電報で指示を受けた。修理が必要となり、自動車でやってきた母親を見送ると、その間を昼食と数時間の睡眠に充てた。見物客が群衆となり、野原を所有する農家は使用料の請求に現れた。近在の兵舎より兵士が派遣され、機体に群衆が近づきすぎないようにした。
日が沈み、風は勢いを増した。午後7時、強風のために離陸は不可能と判断。制限時間の5時15分までにマンチェスターに到達できる明朝3時に再挑戦を決めた。だが、3時30分になり計画続行を断念し、マンチェスターへ移動して再挑戦することにした。兵士たちに機体を地面へ係留するように求めていたが、指示は無視された。翌日の夜、強風によって機体は大きな損傷を受けることとなった。

### ルイ・ポーランの飛行とクロード・グラハム＝ホワイトの再挑戦

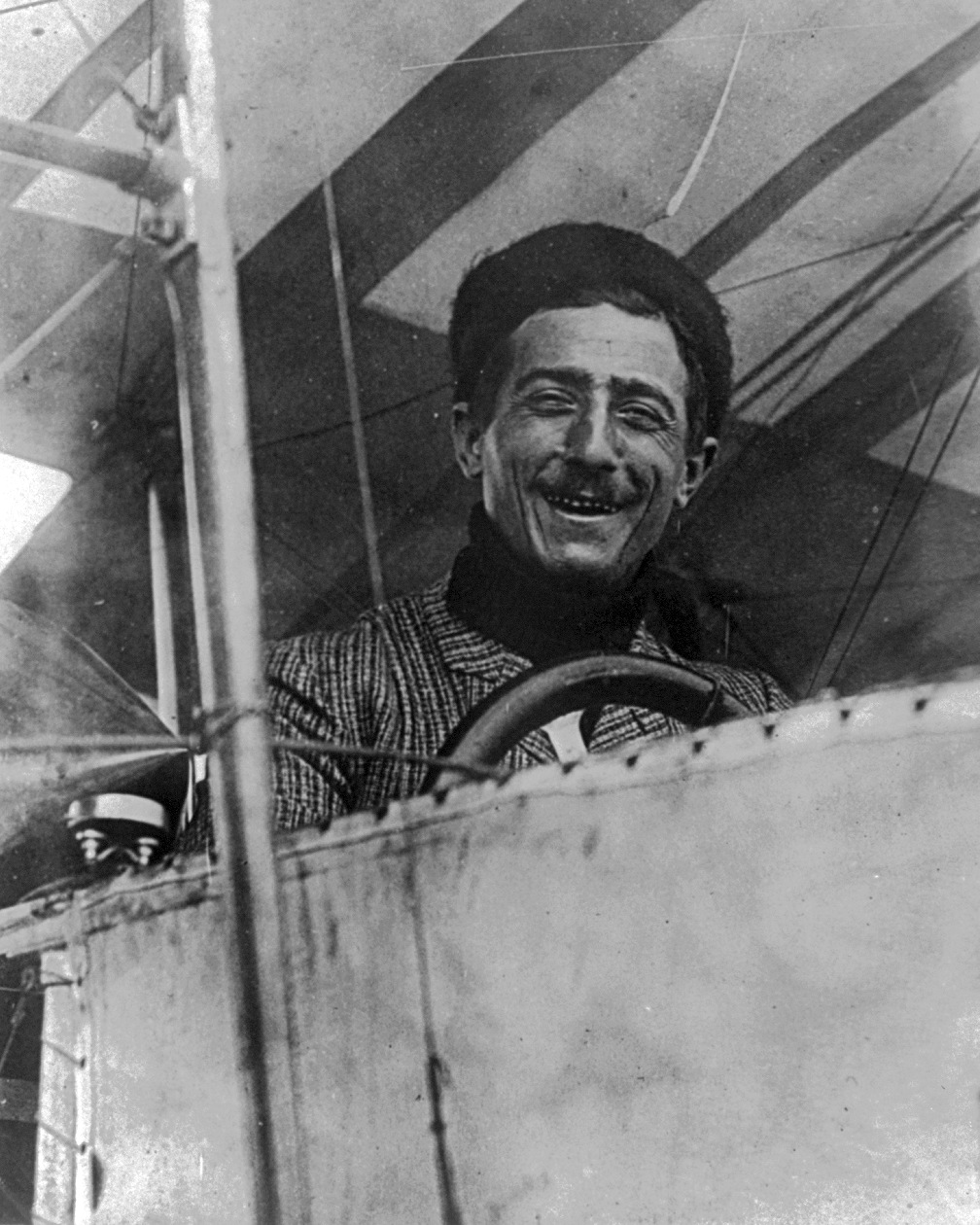
1909年のルイ・ポーラン

クロード・グラハム＝ホワイトの機体はロンドンに戻り、25日にはウォームウッド・スクラブズにあるデイリー・メールの格納庫で修理が行われた。その頃、ルイ・ポーランが、展示飛行を行ったカリフォルニアからドーバーに到着した。
別の挑戦者として、エミール・デュボネが加わり、数日後に挑戦することになった。4月27日、クロード・グラハム＝ホワイトの機体より新しいルイ・ポーランのファルマン IIIがヘンドンより到着した。11時間未満で組み立てられた機体は、午後5時21分ルイ・ポーランの公式な出発地点であったハムステッド墓地を離陸した。10分後、ハーロウ上空に到達、ロンドン・アンド・ノース・ウェスタン鉄道の線路沿いに飛行を継続した。鉄道会社はこのイベントに際して、枕木を白く塗って正しい経路を辿ることを容易にしていた。機体を追う特別列車が仕立てられ、ルイ・ポーランの妻とアンリ・ファルマンが乗車した。他の関係者は自動車で後を追った。
クロード・グラハム＝ホワイトは、同日の早い時間にテスト飛行を行う予定であった。しかし、集まりすぎた群衆が邪魔になり、離陸することが出来ずにいた。2日を機体の再建の監督に費やしていたため、近くのホテルで就寝した。午後6時10分、起床と共にルイ・ポーランが挑戦を開始したことを知らされ、後を追うことを決めた。この時、群衆によって離陸に必要な空間の確保を阻害されることは無かった。エンジンを始動し、6時29分にスタートラインを通過、1時間でレイトン・バザードに達したが、この時ルイ・ポーランはラグビーを通過していた。夜が迫り、ノーサンプトンシャーのロードで線路沿いに着陸した。
15分後、ルイ・ポーランは117マイル（188km）地点にあるリッチフィールドに到着。この時点で燃料が尽きていたが、リッチフィールド・トレント・バレー駅付近に着陸を成功させた。機体を地面に固定し、支援者と共にホテルで一泊した。同じ頃、クロード・グラハム＝ホワイトはリャン博士の家に宿泊していた。両者は共に午前3時を再開時刻と考えていた。
未だ60マイル（97km）後れを取っていたクロード・グラハム＝ホワイトは、歴史的な決断をするに至った。前例のない夜間飛行である。自動車のヘッドライトを誘導灯として、午前2時50分に離陸した。離陸して数分後墜落の危機に陥った。快適な位置に身を落ち着けようと前に伸びをしたところ、ジャケットがエンジンの点火スイッチに触れ、エンジンを停止させてしまったのである。だが、このミスは素早く回復され、飛行は継続された。夜の闇の中、駅の灯りを目標として飛行し、40分でラグビーに、3時50分にはヌニートンを通過した。飛行は順調であったが、エンジン出力に対して燃料・オイルの過積載が発生していた。標高の高い地点で飛行を維持できなかったのである。107マイル地点のポールズワースにて着陸、この時ルイ・ポーランに10マイル（16km）まで迫っていた。
数分後、この追撃を予期していなかったルイ・ポーランが出発した。午前4時45分スタッフォード、5時20分クルーを通過し、5時32分ディズバリー近くのバルシクロフト（Barcicroft）フィールドに着陸した。ここは、マンチェスターのデイリー・メールのオフィスから5マイル以内にあることから条件を満たし、懸賞金を獲得したのである。一行は、鉄道でマンチェスターに入り、市長による歓迎式典に臨んだ。ルイ・ポーランの成功を知らされたクロード・グラハム＝ホワイトは、以下のような声を発したと伝えられている。
紳士淑女の皆様、10,000ポンドは、世界最高の飛行家ルイ・ポーランが獲得しました。彼と比べれば私は入門者に過ぎません。ポーランに万歳三唱を！
そのまま就寝し、彼を置いてメカニックは機体の修理を行った。後に、ルイ・ポーランに祝電を送り、その成功を祝している。その後マンチェスターへの飛行を再開し、タムワースまで到達したが、そこで飛行を取りやめている。

### 受賞式典

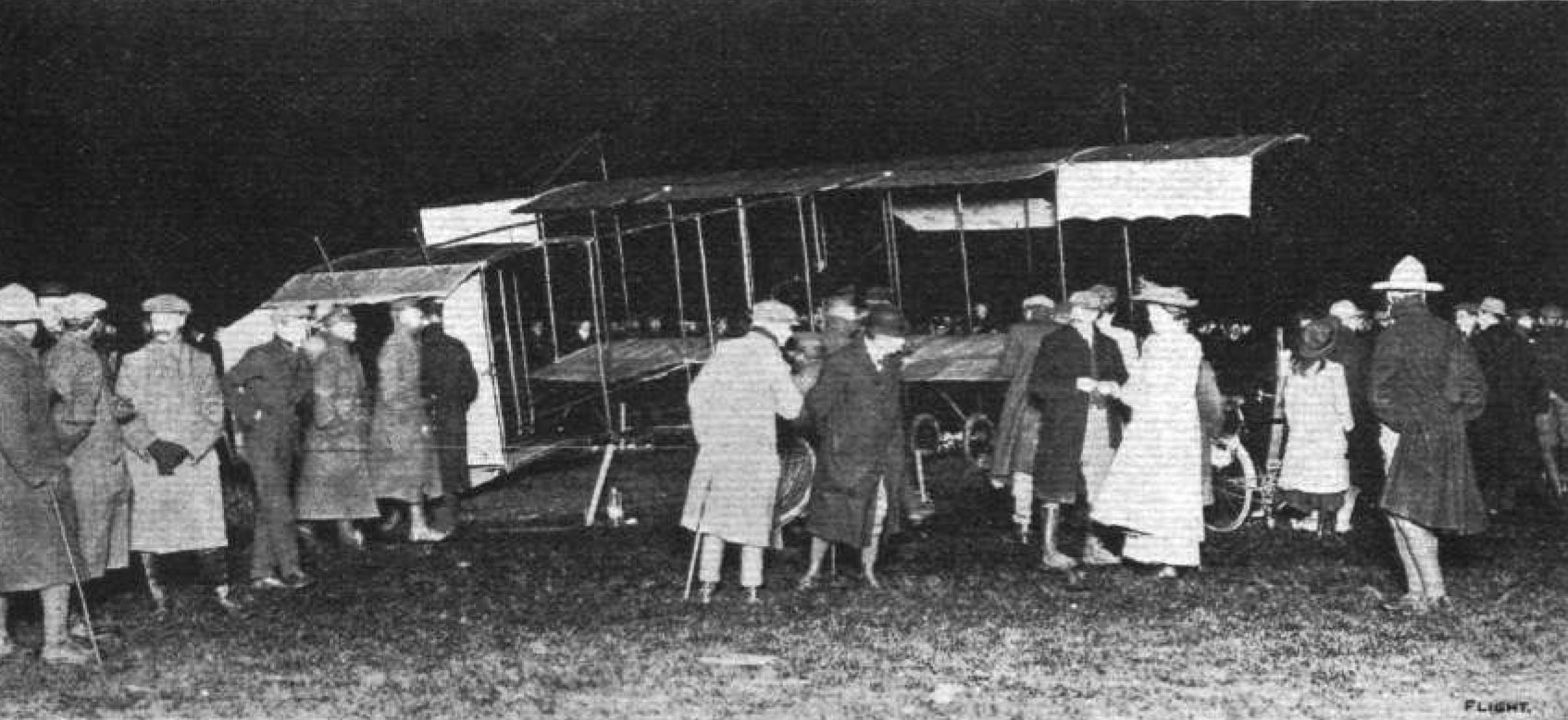
リッチフィールドで展示されるルイ・ポーラン機（1910年4月27日水曜日朝）

ロンドンのサヴォイ・ホテルで行われた食事会の席上、4月30日、ルイ・ポーランは10,000ポンドの小切手の入った金の箱を授与された。会はデイリー・メールの編集者トーマス・マーロウ（ノースクリフ子爵名代）が主催し、フランス大使ポール・カンボンを含む招待客を迎えた。クロード・グラハム＝ホワイトには、紅白のバラで満たされた白銀のボウルが授与された。
 私がイングランドを訪れるのは2回目ですが、私がこれまでに訪れた国の中でこれほど真心から歓迎してくれた国は無いと言わなければなりません。私は、この成功は優秀で勇敢な競争者であったMr.グラハム＝ホワイトあってのことであると、心から信ずるのです。[拍手] 私は、彼のような競争相手をこの戦いで持てたことを誇りに思います。フランスと世界各国の飛行家の名において私は、偉大なイギリス紙デイリー・メールに感謝を捧げます。豪勢な賞金は、航空科学にとってこの上ない鼓舞となり、他のいかなる機関よりも大空の超克への貢献となっているのです。—ルイ・ポーランによる受賞スピーチ

## 影響
このイベントは、世界初の長距離エアレースとなった。クロード・グラハム＝ホワイトによって重航空機による初の夜間離陸が行われ、パイロットが地上との位置関係をつかむことができれば夜間の離陸、飛行、誘導が可能であることが証明された。これは、友人の助けを借りて行われ、宿の壁に置かれた自動車のヘッドライトが、照明として用いられた。ルイ・ポーランによるディズバリーへの着陸は、マンチェスターに動力付き航空機が市外から訪れた最初の例となった。ブルー・プラークによって記憶にとどめられることになり、着陸地点付近のポーランロード25-27にある1930年代の2軒1棟の家屋正面の壁に固定されている
1936年1月16日には、パリのフランス飛行クラブで25周年が祝われた。ルイ・ポーランとクロード・グラハム＝ホワイトを招いて開かれた宴会には、航空大臣ヴィクトル・ドゥナン、当時の国際航空連盟会長ジョルジェ・ヴァレンティン・ビベースク（George Valentin Bibescu）王子、ハロルド・ペリン、そして初期の有名な飛行家や製造者で存命であったファルマン、ヴォアザン、ルイ・ブレゲー、ルネ・コードロン、ブレリオ、アレッサンドロ・アンザーニ等が参加した。
1950年4月28日、ルイ・ポーランは既に操縦からは身を引いていたが、40周年を記念してロンドンからマンチェスターまでの飛行が行われた。この時は、イギリス初のジェット戦闘機グロスター ミーティアの複座練習機型T7の乗客として飛行した。400mph（644km/h）での飛行を終えたルイ・ポーランの感想は、『C'était magnifique（何とすばらしい）……、これは私が夢見ていた振動もプロペラもない航空機だ』であった。デイリー・メールは、クロード・グラハム＝ホワイトと共に王立飛行クラブで彼を歓待した。

## 注
1. ↑  Flight誌の推定では5時15分[2]。
2. ↑  Flight誌によれば、このスピーチはフランス語で行われた。